# Gottfried Péter
Gottfried Péter, dr. (Budapest, 1954. december 28. –)  magyar politikus, volt államtitkár,  a második Orbán-kormány időszakában a miniszterelnök külpolitikai főtanácsadója. 2020-tól a Monetáris Tanács tagja.

## Életpályája
A Marx Károly Közgazdaságtudományi Egyetemen szerzett diplomát 1978-ban. 1978 és 1981 közt Intercooperation Kereskedelemfejlesztési vállalat kooperációs üzletkötője volt, majd 1983-ig a Külkereskedelmi Minisztérium Vámpolitikai és Nemzetközi Szervezetek Főosztályának munkatársa. Az ezt követő két évben az ENSZ gazdasági szervezete mellett működő genfi magyar képviselet titkára, majd 1989-ig a Külkereskedelmi Minisztérium és jogutódainak munkatársa. 1989 után különböző beosztásokban a brüsszeli magyar EU-képviseletnél dolgozott. 1994-től ideiglenes ügyvivő volt.
1995-től címzetes államtitkári rangban az Ipari és Kereskedelmi Minisztérium Európai Ügyek Hivatalának elnöke volt egy évig, majd a Külügyminisztérium Integrációs Államtitkársága helyettes vezetőjének, rendkívüli és meghatalmazott nagykövetnek nevezték ki. 1998 és 2002 között ugyanezen államtitkárság vezetője volt.
2002-ben a Külgazdasági Államtitkárság helyettes vezetőjének, majd vezetőjének nevezték ki. 2002 és 2005 között helyettes államtitkár volt a Külügyminisztériumban. 2005-ben az Európai Ügyek Hivatala elnöke lett, a Miniszterelnöki Hivatal címzetes államtitkáraként.
2010-től a Miniszterelnökség munkatársa, a miniszterelnök külpolitikai főtanácsadója.
2018. június 30-tól érvényes Dr. Gottfried Péter András megbízatása, mint Miniszterelnöki megbízott. Feladata: az Európai Unión belül zajló események elemzésével kapcsolatos, illetve az Európai Unióban képviselendő magyar álláspontok kidolgozásával összefüggő szaktanácsadás nyújtása, szükség szerint ezeknek az álláspontoknak a képviselete.

## Díjai, elismerései
- 2004 – A Magyar Köztársasági Érdemrend középkeresztje polgári tagozata kitüntetés.[2]
- 2011 – a Magyar Köztársasági Érdemrend középkereszt a csillaggal polgári tagozata kitüntetés.[3]